# Martin T. Barlow

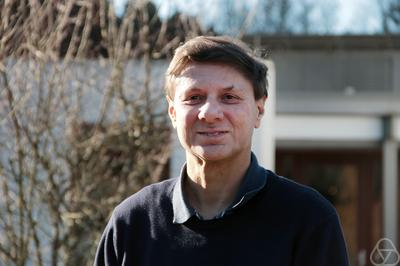
Martin T. Barlow, 2016

Martin Thomas Barlow (* 16. Juni 1953 in London) ist ein britischer Mathematiker, der sich mit Wahrscheinlichkeitstheorie befasst.
Barlow studierte an der Universität Cambridge (Trinity College) mit dem Diplom 1976 und wurde 1978 am University College Wales in Swansea bei David Williams promoviert (Honest times and Martingale Representation). 1978 bis 1980 war an der Universität Liverpool und von 1979 bis 1992 an der Universität Cambridge, wo er Fellow des Trinity College war und ab 1985 Royal Society Research Fellow. Danach wurde er Professor an der University of British Columbia.
Er war u. a. Gastprofessor an den Universitäten von Tokio und Paris, am Imperial College London, der Universität Bonn und der Cornell University.
In den 1980er Jahren löste er (teilweise mit J. Hawkes) ein altes Problem der Wahrscheinlichkeitstheorie, notwendige und hinreichende Bedingungen anzugeben für die Stetigkeit lokaler Zeiten in Lévy-Prozessen.
Er befasst sich insbesondere mit Brownscher Bewegung und Diffusion auf fraktalen Mengen und in ungeordneten Medien. Dazu gehören Pionierarbeiten teilweise mit Edwin A. Perkins und Richard Bass über Diffusion auf dem Sierpinski-Teppich (der als Prototyp fraktaler Mengen dient) ab den 1980er Jahren. Seine Arbeiten hatten auch Anwendungen in (stochastischen) partiellen Differentialgleichungen und zum Beispiel in der Finanzmathematik.
Er ist Fellow der Royal Society of Canada (1998), der Royal Society (2006), des Institute of Mathematical Statistics (1995) und der American Mathematical Society (2012). 2009 erhielt er den CRM-Fields-PIMS Prize, 2008 den Jeffery-Williams-Preis, 1990 den Whitehead-Preis und 1984 den Rollo-Davidson-Preis. Er war Vortragender in der St. Flour Sommerschule über Wahrscheinlichkeitstheorie und Invited Speaker auf dem Internationalen Mathematikerkongress in Kyoto 1990 (Random walks and diffusion on fractals).

## Schriften
- Lectures on probability theory and statistics, Springer Verlag 1998 (Sommerschule St. Flour 1995)
- mit Edwin Perkins, S.J. Taylor The behaviour and construction of local time for Levy processes, Seminar on Stochastic Processes 1984, Birkhäuser, Boston 1986, S. 23–54